# كفر الخوازم
قرية كفر الخوازم هي إحدى القرى التابعة لمركز طلخا في محافظة الدقهلية في جمهورية مصر العربية. حسب إحصاءات سنة 2006، بلغ إجمالي السكان في كفر الخوازم 1981 نسمة، منهم 1028 رجل و953 امرأة.